# 레스나야역
레스나야역(러시아어: Лесная)은 러시아 상트페테르부르크 시에 있는 상트페테르부르크 지하철 키롭스코 비보륵스카야 선의 철도역이다. 1975년 4월 22일에 개통되었다.